# Marian Szkot (opat)

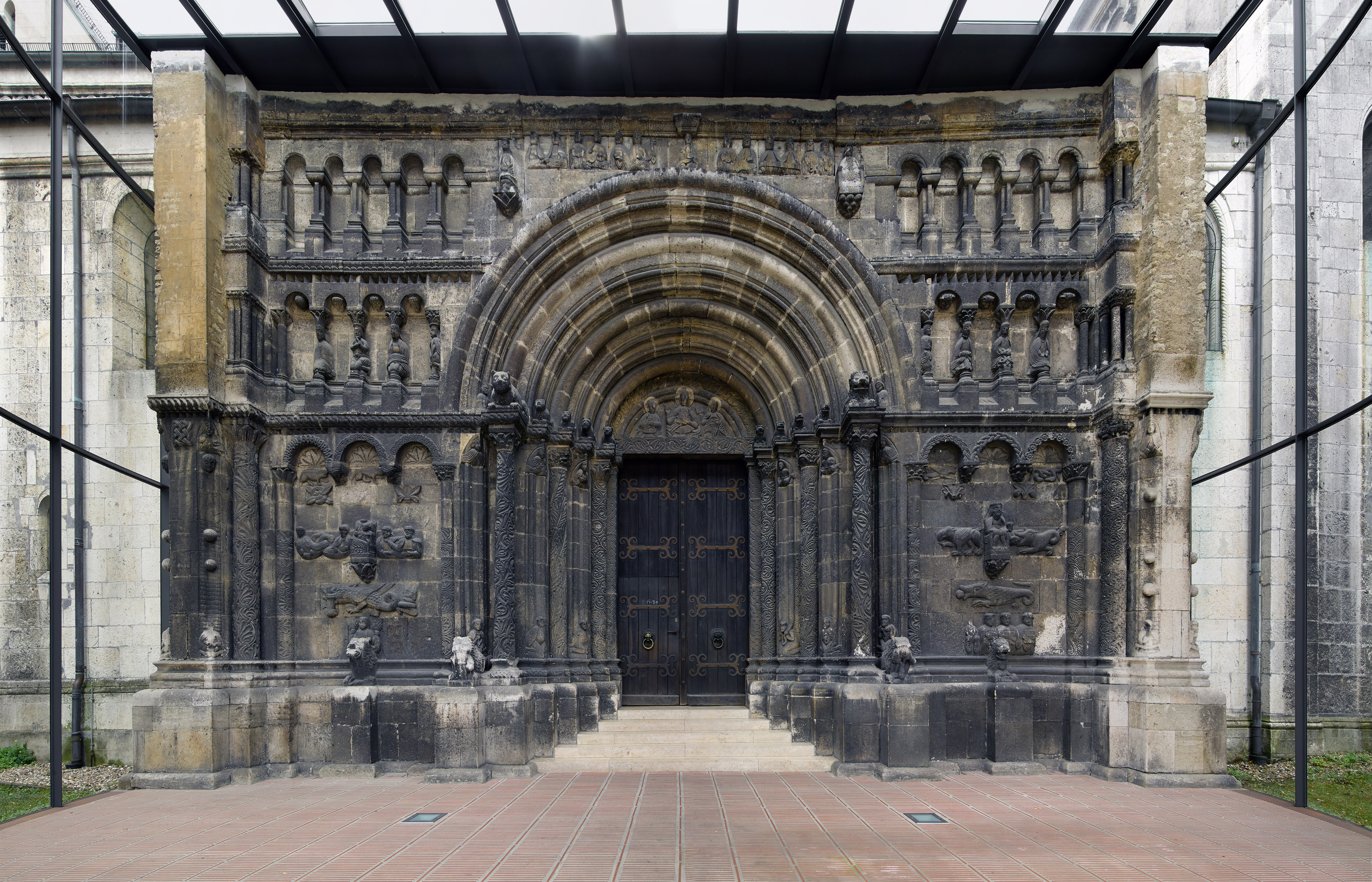
Ratyzbona: główne wejście do kościoła św. Jakuba (niem. Schottenkirche St. Jakob).

Marian Szkot, również Marian z Ratyzbony (ur. w XI w. w Donegalu, zm. ok. 1088 w Ratyzbonie) – irlandzki benedyktyn (OSB), opat i rekluz, znakomity kopista tekstów patrystycznych, błogosławiony Kościoła katolickiego.

## Żywot
Żywot błogosławionego Mariana został opisany w powstałym około 1185 roku utworze hagiograficznym Vita Mariani oraz późniejszym traktacie Libellus de fundacione ecclesie Consecrati Petri.
Jego irlandzkie imię brzmiało Muricherdach (Muiredach) mac Robertaig, co zlatynizowano jako Marian. Pochodził z Donegalu, nieznana jest jednak dokładna data jego urodzenia. Około 1067/1068 roku opuścił Irlandię i wraz z dwoma towarzyszami wyruszył na pielgrzymkę do Rzymu. Nie powrócił już nigdy do ojczyzny, osiadając w Królestwie Niemieckim. Najpierw przez rok przebywał w klasztorze na górze św. Michała w Bambergu, gdzie wstąpił do zakonu benedyktynów. Następnie udał się do Ratyzbony (niem. Regensburg), gdzie osiadł na stałe jako rekluz. Założył w mieście szkocki (irlandzki) klasztor pod wezwaniem Poświęcenia Świętego Piotra (Weih-St-Peter ), którego został pierwszym opatem, i opactwo Św. Jakuba (St. Jacob).
Zmarł około 1083 lub 1086 albo w 1088 roku. Został pochowany w opactwie St. Jakob.

## Manuskrypty
Zasłynął jako skryba; zachowały się dwa manuskrypty jego autorstwa. Pierwszy, liczący 160 kart, przechowywany jest w Austriackiej Bibliotece Narodowej w Wiedniu (nr Lat. 1247). Zawiera tekst listów św. Pawła według przekładu Wulgaty, wraz z apokryficznym listem do Laodycejczyków i bogatymi glosami marginalnymi oraz interlinearnymi z pism ojców Kościoła i niektórych innych pisarzy, m.in. Pelagiusza. Część glos została zapisana w języku irlandzkim, m.in. nota końcowa z podpisem autora i datą sporządzenia rękopisu (1079). Drugi z manuskryptów został po sekularyzacji konwentu ratyzbońskiego zabrany przez jednego z zakonników do Szkocji, gdzie przechowywany jest obecnie w klasztorze benedyktyńskim w Fort Augustus koło Inverness. Na 141 składających się na niego kart 122 zostało zapisane przez Mariana. Również w tym kodeksie część glos pisana jest w języku irlandzkim.

## Kult
Po śmierci Marian został uznany za błogosławionego, chociaż niektóre źródła przedstawiają go jako świętego. Jego relikwie znajdują się w kościele św. Jakuba (opactwo St. Jacob) w Ratyzbonie.
Wspomnienie liturgiczne bł. Mariana przypada 17 kwietnia lub 4 lipca, a według ustaleń bollandystów 9 lutego; w Ratyzbonie obchodzone jest 16 lutego. Można również spotkać dzień 24 lipca.